# Полякова Кіра Борисівна
Кі́ра Бори́сівна Поляко́ва, у першому шлюбі Іртель-Брендорф, у другому Григор'єва (29 квітня 1917, м. Псков — 22 червня 1989, м. Боярка, Київської області) — українська художниця-ілюстраторка.

## Життєпис
Полякова навчалась у приватній російській Академії живопису в Парижі (1931—1933 і 1936—1938), а також у Вищій художній школі у Таллінні (1938—1941).
Під час німецько-радянської війни перебувала в евакуації: проживала в Ульяновську, де працювала художницею. Писала пейзажі, портрети  — олією, потім  — аквареллю, брала участь в місцевих виставках.
У 1949 році одружилася з художником Віктором Григор'євим.  У будинку митців у Боярці часто бували колеги-художники, письменники, актори, лікарі: родини Олександровичів, Богомольців, Борисова, Бориса Шарварка, Павла Глазового, Богдана Чалого та багато інших.
До України переїхала у 1950 році та весь час проживала у Боярці на Київщині.

## Творчість
Кіра Борисівна була майстринею акварелі. Квіти, натюрморти  — найчастіша тема її картин.
В основному працювала в жанрі натюрморту. Виникають цілі серії акварелей, такі, наприклад, як «колючі виродки». Великі акварельні аркуші, де квіти зображенні без традиційних ваз, найчастіше на білому тлі, також посідають значне місце серед робіт Полякової.

### Співпраця
Разом з Віктором Григор'євим Полякова проілюструвала багато дитячих книжок: «Пригоди Незнайка і його товаришів» Миколи Носова, «Золотий ключик» Олексія Толстого, казки «Теремок». В цьому тандемі художниця ілюструвала дитячий журнал «Барвінок», зокрема створений чоловіком образ хлопчика Барвінка та Ромашки. Так з'явилися книжки Б. Чалого і П. Глазового «Про відважного Барвінка і коника Дзвоника», «Барвінок і Весна», і В. Росіна «Політ Барвінка на Місяць», ілюстровані Григор'євим та Поляковою. Кіра Борисівна до 1971 року включно підписувалась прізвищем Полякова, а вже починаючи з 1973 року у підписах спільних робіт використовує прізвище Григор'єва.

### Книги з ілюстраціями художників
- Носов М. Пригоди Незнайка і його товаришів. — Київ: Молодь, 1955.
- Толстой А. Золотой ключик, или Приключения Буратино (рос.) — Київ: Молодь, 1956.
- Родарі Дж. Пригоди Цибуліно. — Київ: Дитвидав, 1956.
- Теремок (російська народна казка). — Київ: Дитвидав, 1958.
- Шиян Л. Пригоди Босмінки. — Київ: Дитвидав, 1958.
- Росін В. Політ Барвінка на Місяць. — Київ: Дитвидав, 1960.
- Білоус Д. Лікарня в зоопарку. — Київ: Дитвидав, 1962.
- Українські народні приказки. — Київ: Дитвидав, 1964.
- Чалий Б. Про відважного Барвінка і Коника-Дзвоника / Богдан Чалий, Павло Глазовий. — Київ: Дитвидав, 1964.
- Трублаїні М. Мандри Закомарика. — Київ: Веселка, 1967.
- Чалий Б. Як Барвінок та Ромашка у вирій літали… / Богдан Чалий. — Київ: Веселка, 1968.
- Чалий Б. Барвінок і весна / Богдан Чалий. — Київ: Веселка, 1971.
- Чалий Б. Сто пригод Барвінка та Ромашки / Богдан Чалий. — Київ: Веселка, 1976.
- Бджола мала, а й та працює. — Київ: Веселка, 1984.

Спільні творчі роботи Кіри Полякової та Віктора Григор'єва зберігаються у Боярському краєзнавчому музеї.